# Welisch
Welisch (russisch Велиж) ist eine Kleinstadt in der Oblast Smolensk (Russland) mit 7620 Einwohnern (Stand 14. Oktober 2010).

## Geografie
Die Stadt liegt etwa 130 Kilometer nordwestlich der Oblasthauptstadt Smolensk an der Düna.
Welisch ist Verwaltungszentrum des gleichnamigen Rajons.

## Geschichte
Welisch wurde erstmals am Ende des 14. Jahrhunderts urkundlich erwähnt. Seit Ende des 15./Anfang des 16. Jahrhunderts gehörte der Ort zum Großfürstentum Moskau. Als offizielles Gründungsjahr gilt 1536, als an Stelle alter Befestigungsüberreste eine neue Festung errichtet wurde. Der Name ist wahrscheinlich von der damaligen Bezeichnung des Oberlaufes der Düna, Welja, abgeleitet.
Während der Auseinandersetzungen zwischen dem Polen-Litauen und dem Zarentum Russland wechselte der Besitz der Stadt mehrmals. Von 1580 bis 1655 gehörte Welisch zum Großfürstentum Litauen als Teil Polen-Litauens, dann bis 1678 zu Russland und bis 1722 erneut zu Polen-Litauen, bevor es endgültig in den Besitz Russlands gelangte.
Das Stadtrecht wurde 1776 verliehen. Hauptwirtschaftszweig jener Zeit waren der Bau von Flussbarken und die Flößerei.
Bis in die 1920er Jahre existierte in Welisch eine bedeutende jüdische Gemeinde, die u. a. im Zusammenhang mit der ungerechtfertigten kollektiven Verurteilung wegen Ritualmords 1824 bekannt wurde. Das Urteil wurde erst 1835 aufgehoben.
Im Zweiten Weltkrieg wurde Welisch am 14. Juli 1941 von der deutschen Wehrmacht besetzt und am 20. September 1943 von Truppen der Kalininer Front der Roten Armee im Rahmen der Duchowschtschina-Demidower Operation zurückerobert.

### Bevölkerungsentwicklung
| Jahr | Einwohner |
| ---- | --------- |
| 1897 | 12.193    |
| 1939 | 11.400    |
| 1959 | 07.948    |
| 1970 | 08.478    |
| 1979 | 08.909    |
| 1989 | 09.146    |
| 2002 | 08.343    |
| 2010 | 07.620    |
| 2014 | 07.060    |

Anmerkung: Volkszählungsdaten

## Kultur und Sehenswürdigkeiten
Die Stadt besitzt ein Historisches und Heimatmuseum.

## Wirtschaft
Welisch ist ein Zentrum der Holzwirtschaft und -verarbeitung (Möbelfabrik). Daneben Betriebe der Textil-, elektrotechnischen und Lebensmittelindustrie.